# Jason Hart
Jason Keema Hart (Los Ángeles, California, 29 de abril de 1978) es un exjugador de baloncesto estadounidense que actualmente es entrenador de los NBA G League Ignite de la NBA G League. Mide 1,91 metros, y jugaba en la posición de base.

## Trayectoria deportiva

### Universidad
Entre 1997 y 2000, jugó con los Orangemen de la Universidad de Syracuse, llegando a convertirse en su primer año en el primer novato que lidera la estadística de minutos jugados en la Big East Conference. Más tarde llegó a ser el líder histórico de su universidad en balones robados y el segundo en asistencias. En cuatro temporadas promedió 11,4 puntos, 5,4 asistencias y 2,4 robos de balón.

### Profesional
Fue elegido en el puesto 49 del Draft de la NBA de 2000 por Milwaukee Bucks, equipo con el que apenas llegó a jugar 10 minutos en un partido. Fue traspasado al año siguiente a San Antonio Spurs, donde tampoco tuvo suerte con las lesiones, jugando en tan solo 10 partidos. Fichó por el Makedonikos de la liga griega en 2002, regresando a San Antonio al año siguiente, donde en 53 partidos promedió 3,3 puntos. en la temporada 2004-05 firmó como agente libre por los Charlotte Bobcats, donde jugó su mejor temporada, promediando 9,5 puntos, 5 asistencias y 1,3 robos. Aun así, fue traspasado al temporada siguiente a Sacramento Kings, donde jugó temporada y media, siendo de nuevo traspasado, esta vez a Los Angeles Clippers.
El 13 de julio de 2007 firmó contrato para la temporada 2007-08 con Utah Jazz. El 23 de julio de 2008 fue traspasado a Los Angeles Clippers por Brevin Knight. El 27 de febrero de 2009 fue cortado por el equipo y a los pocos días fichó por Denver Nuggets hasta final de temporada. 
El 28 de septiembre de 2009, Hart firmó con Minnesota Timberwolves. Fue traspasado a Phoenix Suns el 29 de diciembre de 2009 por Alando Tucker y dinero, aunque los Suns inmediatamente le cortaron.
El 5 de febrero de 2010, Hart firmó un contrato de diez días con New Orleans Hornets.

### Entrenador
Al terminar su carrera, comenzó a entrenar a un equipo de instituto, el Taft High School de Los Ángeles. 
El 12 de mayo de 2012, Hart fue contratado como asistente de Marty Wilson en la universidad de Pepperdine.
En 2013 se unió al equipo técnico de Andy Enfield, de los USC Trojans de California.
En julio de 2021, se hace oficial su contratación como entrenador principal de los NBA G League Ignite de la NBA G League.

## Estadísticas de su carrera en la NBA

### Temporada regular
| Año     | Equipo        | PJ  | PT | MPP  | %TC   | %3P  | %TL   | RPP | APP | ROB | TPP | PPP |
| ------- | ------------- | --- | -- | ---- | ----- | ---- | ----- | --- | --- | --- | --- | --- |
| 2000–01 | Milwaukee     | 1   | 0  | 10.0 | 1.000 | .000 | .000  | .0  | 1.0 | .0  | .0  | 2.0 |
| 2001–02 | San Antonio   | 10  | 0  | 9.2  | .526  | .000 | 1.000 | 1.3 | 1.2 | .7  | .1  | 2.6 |
| 2003–04 | San Antonio   | 53  | 5  | 12.5 | .447  | .222 | .767  | 1.5 | 1.5 | .5  | .1  | 3.3 |
| 2004–05 | Charlotte     | 74  | 27 | 25.5 | .449  | .368 | .785  | 2.7 | 5.0 | 1.3 | .2  | 9.5 |
| 2005–06 | Sacramento    | 66  | 0  | 12.4 | .389  | .290 | .661  | 1.1 | 1.1 | .5  | .1  | 3.3 |
| 2006–07 | Sacramento    | 13  | 0  | 7.7  | .500  | .500 | .909  | 1.2 | .8  | .2  | .0  | 3.3 |
| 2006–07 | Los Angeles   | 23  | 22 | 32.4 | .438  | .174 | .889  | 3.6 | 4.0 | 1.8 | .0  | 9.0 |
| 2007–08 | Utah          | 57  | 0  | 10.6 | .322  | .355 | .844  | 1.0 | 1.5 | .5  | .1  | 2.9 |
| 2008-09 | L.A. Clippers | 28  | 2  | 11.1 | .298  | .000 | .789  | 1.5 | 1.5 | .4  | .1  | 2.3 |
| 2008-09 | Denver        | 11  | 0  | 3.3  | .500  | .000 | .750  | .4  | .5  | .0  | .0  | 1.2 |
| 2009-10 | Minnesota     | 1   | 0  | 5.0  | .000  | .000 | .000  | .0  | 1.0 | 1.0 | .0  | .0  |
| 2009-10 | New Orleans   | 4   | 0  | 4.3  | 1.000 | .000 | .000  | .5  | 1.3 | .3  | .3  | .5  |
| Total   | Total         | 341 | 56 | 15.5 | .417  | .315 | .788  | 1.7 | 2.3 | .7  | .1  | 4.8 |

### Playoffs
| Año   | Equipo      | PJ | PT | MPP  | %TC  | %3P  | %TL   | RPP | APP | ROB | TPP | PPP |
| ----- | ----------- | -- | -- | ---- | ---- | ---- | ----- | --- | --- | --- | --- | --- |
| 2004  | San Antonio | 7  | 0  | 8.9  | .550 | .000 | .000  | .4  | .1  | .7  | .0  | 3.1 |
| 2006  | Sacramento  | 5  | 0  | 10.4 | .308 | .000 | 1.000 | .4  | .6  | .6  | .0  | 2.0 |
| 2008  | Utah        | 2  | 0  | 3.0  | .500 | .000 | .000  | .0  | .0  | .0  | .0  | 1.0 |
| 2009  | Denver      | 9  | 0  | 2.1  | .500 | .000 | .000  | .3  | .6  | .2  | .1  | .2  |
| Total | Total       | 23 | 0  | 6.0  | .459 | .000 | 1.000 | .3  | .4  | .4  | .0  | 1.6 |